# Bardfield Saling
Bardfield Saling is een civil parish in het bestuurlijke gebied Braintree, in het Engelse graafschap Essex met 193 inwoners.